# Křepice (district de Břeclav)
Pour les articles homonymes, voir Křepice.
Křepice (en allemand : Krepitz) est une commune du district de Břeclav, dans la région de Moravie-du-Sud, en République tchèque. Sa population s'élevait à 1 321 habitants en 2020.

## Géographie
Křepice se trouve à 30 km au nord-nord-est de Břeclav, à 24 km au sud-sud-est de Brno et à 204 km au sud-est de Prague.
La commune est limitée par Nikolčice au nord et à l'est, par Hustopeče au sud-est, et par Velké Němčice au sud et à l'ouest.

## Histoire
La première mention écrite du village date de 1349.